# Pedúnculo cerebral
Pedúnculo cerebral são dois grandes feixes de fibras com origem nos hemisférios cerebrais. Divergem destes e têm como limite inferior a porção mais rostral da porção caudal do mesencéfalo (constituinte do tronco cerebral). São constituídos por fibras descendentes corticopônticas e cortico-espinhais. 

## Limites do pedúnculo cerebral
- Anteriormente – fita óptica;
- Lateralmente – sulco longitudinal que contém fibras do lemnisco lateral para o colículo inferior do mesencéfalo.
- Medialmente – fossa interpeduncular e sulco longitudinal onde vai estar localizada a origem aparente do nervo oculomotor.
- Posteriormente –  colículos superiores e  colículos inferiores e sulco cruciforme.

## Subdivisão
Cada pedúnculo cerebral pode ser subdividido tendo em conta o seu aspecto interno:
- Os pés do cérebro – separados do tegmento pela substância negra e formam uma unidade ao longo da linha mediana.
- Pedúnculos cerebrais propriamente ditos.

## Organização das fibras
Relativamente à organização das fibras nos pedúnculos cerebrais, existe uma organização somatotópica:
- 1/6 lateral – fibras temporopônticas que provêm do córtex temporal;
- 2/3 médios – fibras corticoespinhais e corticonucleares. Estas últimas continuam o seu trajecto descendente cruzando mais abaixo para atingir os núcleos dos nervos cranianos.
- 1/6 medial – fibras frontopônticas que provêm do córtex frontal.

## Fossa interpeduncular
A fossa interpeduncular está localizada entre os dois pedúnculos cerebrais e apresenta na sua porção mais posterior uma zona que é perfurada pelos ramos centrais da artéria cerebral posterior e que é designada por substância perfurada posterior. Lateralmente, a circunvolução para-hipocampal vai esconder a fossa interpeduncular parcialmente.